# موج گرما (فیلم ۱۹۹۰)
«موج گرما» (انگلیسی: Heat Wave (1990 film)) فیلمی در ژانر اکشن و مهیج به کارگردانی کوین هوکس است که در سال ۱۹۹۰ منتشر شد. از بازیگران آن می‌توان به بلیر آندروود، سیسیلی تایسون، جیمز ارل جونز، مارگارت اوری، و دیوید استراترن اشاره کرد.